# Horizocerus
Horizocerus is een geslacht van vogels uit de familie neushoornvogels (Bucerotidae). Deze kleinste vertegenwoordigers van de neushoornvogels leven in de droge gebieden van Afrika waar ze jagen op sprinkhanen en termieten.

## Soorten
Het geslacht kent de volgende soorten:
- Horizocerus albocristatus  – Westelijke langstaarttok
- Horizocerus cassini  – Oostelijke langstaarttok
- Horizocerus granti  – Congodwergtok
- Horizocerus hartlaubi  – Westelijke dwergtok